# Naturschutzgebiet Feldgehölz westlich von Stockum

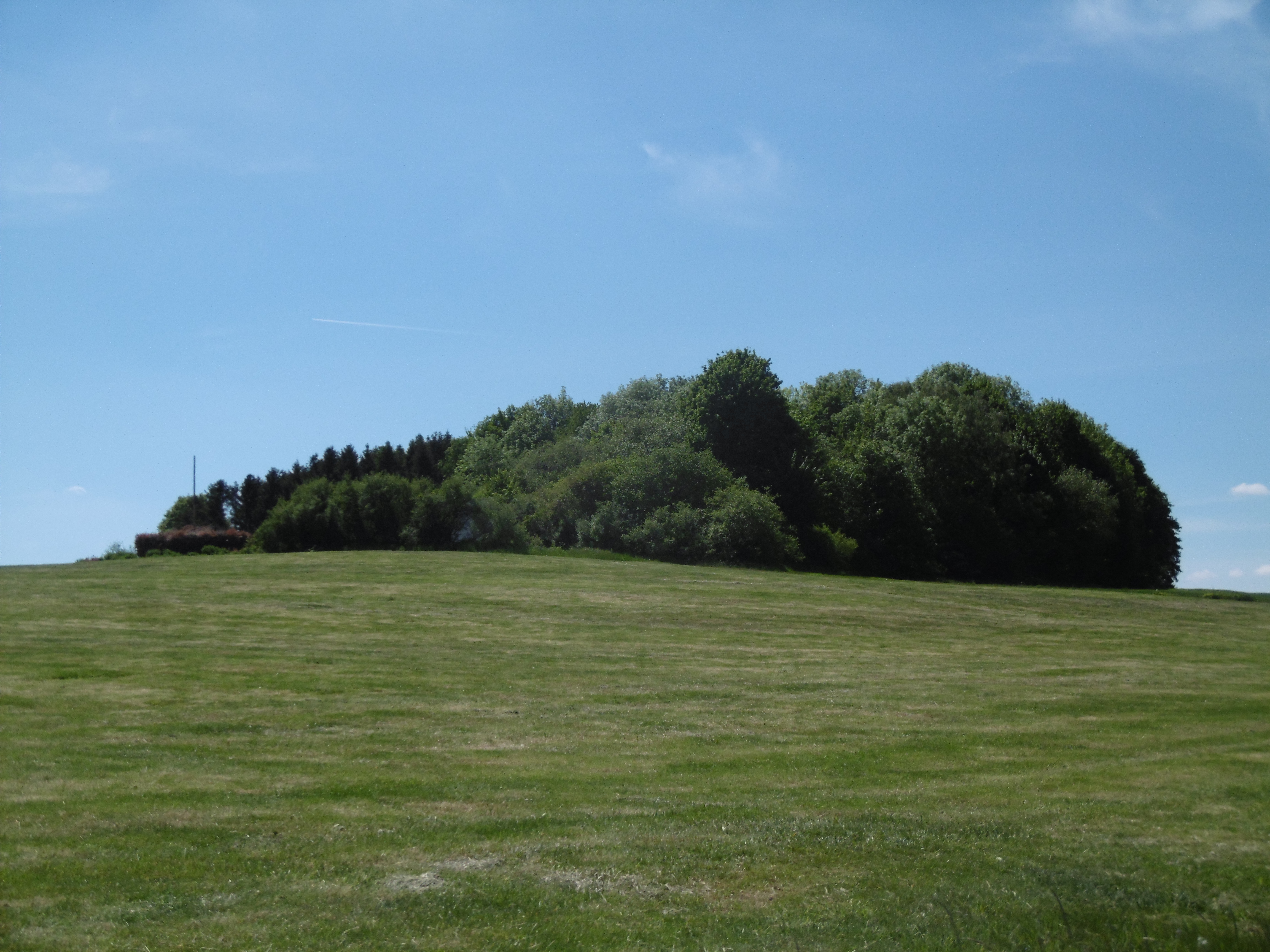
Ehemaliges Naturschutzgebiet Feldgehölz westlich von Stockum

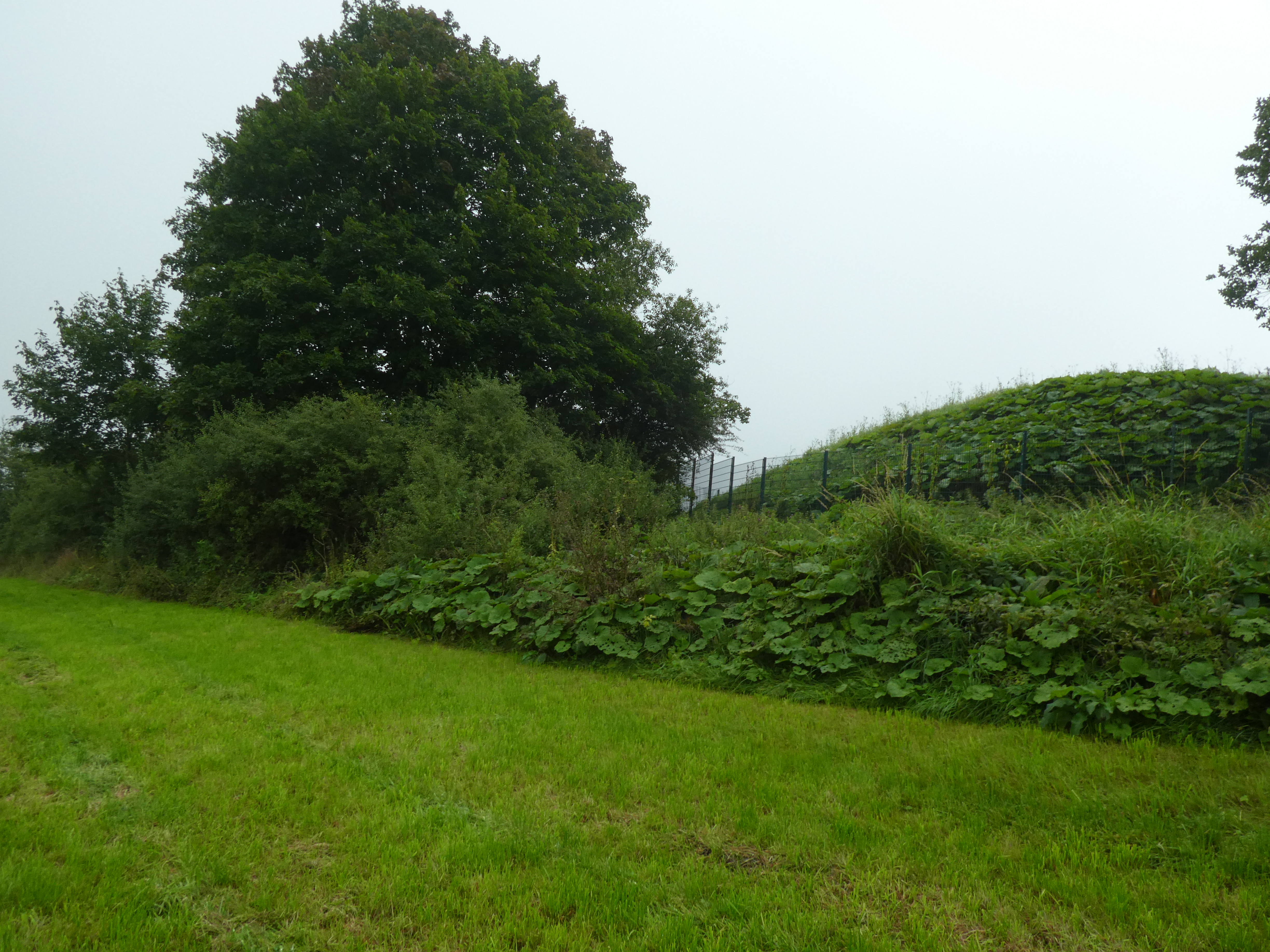
Wasserhochbehälter der Stadtwerke Sundern

Das Naturschutzgebiet Feldgehölz westlich von Stockum mit einer Größe von 3,3 ha lag, westlich von Stockum im Stadtgebiet von Sundern (Sauerland). Das Gebiet wurde 1993 mit dem Landschaftsplan Sundern durch den Hochsauerlandkreis als Naturschutzgebiet ausgewiesen. Bei der Neuaufstellung des Landschaftsplans Sundern 2019 entfiel der NSG-Status und das Gebiet wurde teilweise dem Landschaftsschutzgebiet Sundern und teilweise dem Landschaftsschutzgebiet Ortsrandlagen und landwirtschaftliche Vorrangflächen im Landschaftsraum zwischen Amecke, Bruchhausen, Allendorf und Stockum zugeschlagen.

## Beschreibung
Das Feldgehölz liegt direkt nördlich der Landstraße 686 auf einer kleinen Hügelkuppe inmitten der intensiv genutzten Agrarlandschaft. Ungefähr in den 1970er sind auf dem flachgründigen Kalk-Standort des Hügels Fichten inmitten eines Hecken- und Gebüschkomplexes angepflanzt worden. so dass sich inzwischen ein geschlossenes Feldgehölz aus überwiegend gebietsfremden Fichten entwickeln hat. Da sich die ehem. Hecken (z. T. mit Überhältern) überwiegend am Rand des Feldgehölzes befinden, erscheinen die Randstrukturen ansatzweise naturnah. Auch an das Feldgehölz angrenzende Intensivgrünländer gehörten teilweise zum NSG.
Im nordöstlichen NSG-Teil lag im Bereich eines alten Kalksteinbruchs ein Wasserhochbehälter der Stadtwerke Sundern.

## Schutzzweck
Laut Landschaftsplan Sundern erfolgte die Ausweisung:
- „zur Erhaltung von Lebensgemeinschaften oder Lebensstätten bestimmter wildlebender Pflanzen und wildlebender Tierarten,“
- „aus wissenschaftlichen, naturgeschichtlichen, landeskundlichen oder erdgeschichtlichen Gründen,“
- „wegen der Seltenheit, besonderen Eigenart oder hervorragenden Schönheit einer Fläche oder Landschaftsbestandteiles.“[1]

## Verlust des NSG-Status
Das NSG war das einzige NSG im Stadtgebiet Sundern, welches aus Sicht des ehrenamtlichen Naturschutzes schon 1993, aus nicht nachvollziehbaren Gründen ausgewiesen wurde, da es schon 1993 ein geschlossenes Feldgehölz aus überwiegend gebietsfremden Baumarten, insbesondere Fichten, ohne seltene Tier- und Pflanzenarten war.